# Commandant Charcot (navire)
Pour les articles homonymes, voir Charcot.
Ne doit pas être confondu avec Commandant Charcot (1947).
Le Commandant Charcot est un navire de croisière de haute exploration polaire, long de 150 mètres, et naviguant sous pavillon français. Il peut accueillir jusqu'à 245 passagers pendant l'été boréal en Arctique et pendant l'été austral en Antarctique.
Il est nommé en l'honneur du médecin et explorateur polaire Jean-Baptiste Charcot.

## Ingénierie
En 2018, la construction du navire a été confiée par la compagnie Ponant au chantier naval roumain Vard (filiale du groupe italien Fincantieri) de Tulcea. Après sa fabrication en Roumanie, la coque sera remorquée jusqu'en Norvège pour recevoir sa motorisation et ses équipements pour une livraison en 2021.
Outre la construction sur les chantiers de Vard, ce sont les cabinets d’architecture de Jean-Michel Wilmotte et de Jean-Philippe Nuel qui se chargent du design intérieur, le bureau nantais Stirling Design International en collaboration avec Laurent Blanchet, ayant quant à lui imaginé celui de l'extérieur.

## Coque
Conçue par le bureau d'étude finlandais Aker Arctic (en) et le bureau d'étude français Stirling Design International (www.stirlingdesign.fr), elle sera conforme à la norme Polar Code 2. Le Commandant Charcot pourra briser avec sa proue une épaisseur de glace allant jusqu’à 2,5 m et des crêtes de compression (amoncellement au fil du temps de blocs de glace sous et au-dessus de la banquise) de plus de 10 m. Ses capacités de franchissement seront assurées aussi bien en marche avant qu'en marche arrière grâce à une poupe mettant en œuvre le principe du "Double Acting Ship".

## Motorisation
La propulsion électrique principale est assurée par deux pods Azipod VI2300 (en) orientables sur 360°, aidés par deux propulseurs d'étrave, gage d'une grande manœuvrabilité indispensable parmi les growlers et la banquise.
Les propulseurs finlandais Azipod ont été installés du 21 juillet 2020 au 3 août 2020 dans la Forme Joubert à Saint-Nazaire,.
L'usine électrique est hybride, pouvant être alimentée par les diesel-générateurs ou par un puissant parc de 50 tonnes de batteries embarquées. Les moteurs diesel des générateurs sont des Wärtsilä W31 dual-fuel qui fonctionnent aussi bien avec un carburant classique (diesel) qu’avec le gaz naturel liquéfié (GNL) stocké dans une cuve de 4 500 m3. L'installation globale est performante en termes d'émissions polluantes.

## Équipement
Les équipements à bord sont adaptés à une exploitation dans le rude environnement climatique polaire.
Les moyens mis en œuvre pour la navigation dans les régions australes et boréales comprennent notamment un radar optimisé pour la détection des glaces, des caméras infrarouges, de puissants projecteurs pour la navigation nocturne parmi les glaces, une station météorologique et océanographique embarquée, 16 embarcations gonflables, ainsi que quatre grands tenders.
Le navire embarque un hélicoptère H145 d’Airbus Helicopters pour la reconnaissance de l'état des glaces, qui est mis en œuvre depuis une plateforme sur la plage avant.

## Un nouveau type de navire
Le Commandant Charcot est, lors de son lancement, avec le patrouilleur L'Astrolabe, l'un des 2 seuls brise-glace français et le premier paquebot brise-glace lancé sur le marché.

## Essais en mer et voyage-test
Le navire a été livré à l'armateur le 2 août 2021. Un premier voyage-test à destination du Pôle Nord s'est déroulé du 1er septembre au 15 septembre au départ de Longyearbyen au Svalbard (Norvège). L'équipage était accompagné de scientifiques et de vingt-cinq élèves de l'École nationale supérieure maritime. Le Pôle Nord a été atteint le 6 septembre.
De retour au port du Havre le 20 septembre, le navire a été avitaillé le 24 septembre en gaz naturel liquéfié à partir d'un souteur de la compagnie finlandaise Gasum, puis il a été baptisé le 28 septembre au large d'Étretat.

## Le premierCommandant Charcot
En 1947, l'État français achète le navire américain USS Lancewood, un ancien mouilleur de filets anti-sous-marins, et le rebaptise Commandant Charcot. Après une première tentative en février 1949 qui échoue en raison d'un pack trop important, le Commandant Charcot parvient, en janvier 1950, à débarquer un groupe de onze hommes en Antarctique oriental. Ceux-ci y fondent la base de Port-Martin où ils hivernent, marquant ainsi le retour de la France en terre Adélie. Elle en était absente depuis 110 ans, et le voyage de découverte de Jules Dumont d'Urville en 1840.
Le navire fera une autre campagne en Antarctique en 1951 avant d'être désarmé à Brest à son retour.

## Controverses
En avril 2022, le collectif Scientifiques en rébellion a bloqué un questionnaire visant à évaluer l'intérêt de scientifiques français pour les campagnes à bord du Commandant Charcot,, accusant la Compagnie du Ponant de greenwashing et s'opposant à la « marchandisation des pôles sous couvert d'aide à la science ». Le collectif soulignait l'empreinte environnementale élevée de ces croisières dans des milieux extrêmement fragiles et déjà soumis à rude épreuve par le changement climatique, notant qu'« en 10 jours, [chaque passager] aura brûlé l’équivalent de l’empreinte carbone actuelle d’un·e Français·e » sur une année, bien que le navire fonctionne au gaz naturel liquéfié diminuant les émissions de CO2 de 20%, et annulant les émissions en oxyde de soufre et oxyde d'azote.
Pour certains chercheurs, comme l'océanographe Jean-Baptiste Sallée, « accepter que le déroulement de campagnes scientifiques soit conditionné à des investissements d’acteurs privés, c’est mettre en danger l’indépendance de la recherche ». En octobre 2023, le Comité d'éthique du CNRS a publié un avis très critique de ces campagnes, estimant notamment qu'elles « ne présentent qu’un intérêt scientifique modeste au regard de leur impact sur l’environnement et sur les sociétés humaines ».
Pour d'autres scientifiques, il représente un « navire d'opportunité » qui permettent un enregistrement de données en continu, au lieu d'expéditions de un mois, tous les deux ou trois ans. En effet, des capteurs ont été installés à demeure dans la coque qui mesurent en permanence salinité, température, pression et taux de dioxyde de carbone.